# Bernadette Peters
 (décembre 2018).
Si vous disposez d'ouvrages ou d'articles de référence ou si vous connaissez des sites web de qualité traitant du thème abordé ici, merci de compléter l'article en donnant les références utiles à sa vérifiabilité et en les liant à la section « Notes et références ».
Pour les articles homonymes, voir Peters.
Bernadette Peters, née Lazzara le 28 février 1948 à Ozone Park (Queens) est une actrice américaine, chanteuse et auteure de livre pour enfants.

## Biographie
Sur cinquante ans de carrière maintenant, Bernadette Peters a débuté au music-hall, joué dans des films et téléfilms. Elle a aussi exercé dans des spectacles en concerts enregistrés et en direct.
Elle est une artistes reconnue, acclamée à Broadway en tant qu’interprète, primée par trois Tony Awards, deux prix “plus honorary award” et neuf prix de Drama Desk Awards, (récompenses majeures du théâtre avec les Tony Awards américains), quatre Grammy Awards (prix des meilleurs artistes et techniciens dans le domaine de la musique), un Golden Globes, quatre Emmy Awards et une étoile sur le Hollywood Walk of Fame. Bernadette Peters reçoit ensuite quatre récompenses de Broadway Cast albums (chansons interprétées par les acteurs en public des comédies musicales aux théâtres de Broadway) sur lesquelles elle a joué et interprété et gagné .
L'artiste est considérée par beaucoup comme l’interprète avant tout des œuvres du célèbre compositeur de musiques symphoniques pour comédies musicales Stephen Sondheim. Bernadette Peters est notamment connue pour ses rôles sur la scène au théâtre de Broadway dans les comédies musicales telles que Mack and Mabel, Sunday in the Park with George, Song and Dance, Into the Woods, Annie Get Your Gun et Gypsy tout comme tant d’autres albums enregistrés ainsi que lors de ses concerts solo.

Dans les années 2010, Bernadette Peters joue encore sur scène. Elle interprète des rôles dans des films et téléfilms qui lui vaudront ses trois nominations aux Emmy Awards et trois autres aux Golden Globe Awards.

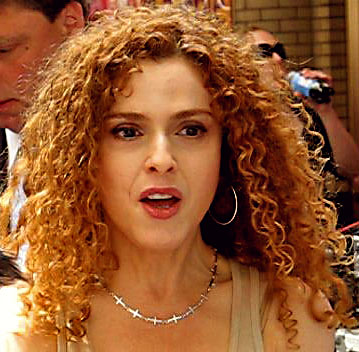
Bernadette Peters.

### Cinéma
- 1973 : Ace Eli and Rodger of the Skies de John Erman : Allison
- 1974 : Plein la gueule (The Longest Yard) : Miss Toot, la secrétaire de Warden
- 1976 : W.C. Fields et moi (W.C. Fields and Me) d'Arthur Hiller : Melody
- 1976 : La Dernière Folie de Mel Brooks (Silent Movie) : Vilma Kaplan
- 1976 : Milice Privée (Vigilante Force) : Little Dee
- 1979 : Un vrai schnock (The Jerk) : Marie Kimble Johnson
- 1981 : Tulips : Rutanya Wallace
- 1981 : Tout l'or du ciel (Pennies from Heaven) Eileen, "Lulu"
- 1981 : Heartbeeps d'Allan Arkush : Aqua
- 1982 : Annie : Lily Saint Regis
- 1989 : Esclaves de New York (Slaves of New York) : Eleanor
- 1989 : Pink Cadillac : Lou Ann McGuinn
- 1990 : Alice : Muse
- 1991 : Impromptu : Marie D'Agoult
- 1999 : Snow Days : Elise Ellis
- 2003 : Une si belle famille (It Runs in the Family) : Rebecca Gromberg

### Télévision
- 1970 : George M! (TV) : Josie Cohan
- 1972 : Once Upon a Mattress (TV) : Lady Larken
- 1974 : Paradise Lost (TV) : Libby
- 1976 : All's Fair (série télévisée) : Charlotte "Charley" Drake
- 1978 : The Islander (TV) : Trudy Engles
- 1980 : Les Chroniques martiennes (The Martian Chronicles) (mini-série) : Genevieve Selsor
- 1982 : Lights, Camera, Annie! (TV) : Lily Saint Regis
- 1986 : Sunday in the Park with George (TV) : Dot / Marie
- 1988 : David (TV) : Marie Rothenberg
- 1990 : Fall from Grace (TV) : Tammy Faye Bakker
- 1990 : Les Derniers jours de bonheur (The Last Best Year) (TV) : Jane Murray
- 1991 : Into the Woods (TV) : The Witch
- 1991 : The Carol Burnett Show (série télévisée) : Skit characters
- 1992 : The Last Mile (en) (TV) : The Soprano
- 1997 : L'Odyssée (The Odyssey) (TV) : Circé
- 1997 : La Légende de Cendrillon (TV) : la belle-mère de Cendrillon
- 1997 : Les Secrets du silence (What the Deaf Man Heard) (TV) : Helen Ayers
- 1997 : Le Cœur en vacances (Holiday in Your Heart) (TV) : Faith Shawn
- 2001 : Prince charmant (Prince Charming) (TV) : Margo / "Titania"
- 2002 : Bobbie's Girl (TV) : Bailey Lewis
- 2005 : Adopted (TV) : Sarah Leaf
- 2006 : New York, unité spéciale : avocate de la défense Stella Danquiss (saison 8, épisode 9)
- 2008 : Grey's Anatomy (série télévisée) : (saison 5, épisodes 1 et 2)
- 2008 : Un combat pour la vie (Living Proof) : Barbara
- 2009 : Ugly Betty (TV) : Jodi Papadakis (saison 3)
- 2012-2013 : Smash (TV) : Leigh Conroy : (6 épisodes, saisons 1 et 2)
- 2014 : Mozart in the Jungle (série télévisée) : Gloria Windsor
- 2017 : The Good Fight (série télévisée) : Lenore Rindell
- 2020 : Katy Keene (TV) : Mme Freesia
- 2020 : Zoey et son incroyable playlist (TV) : Deb (saison 1, épisode 11)

## Doublage
- 1993 - 1998 : Animaniacs (Steven Spielberg Presents Animaniacs) : Rita
- 1997 : La Belle et la Bête 2 : Le Noël enchanté (Beauty and the Beast: The Enchanted Christmas) : Angelique
- 1997 : Anastasia : Sophie
- 1999 : Wakko's Wakko en folie (Wakko's Wish) : Rita
- 2003 : Le Petit Dinosaure : Les Longs-Cous et le Cercle de lumière (The Land Before Time X: The Great Longneck Migration) : Sue
- 2013 : Legends of Oz: Dorothy's Return de Will Finn et Dan St. Pierre (en) : Glinda (voix)